# Тутенов, Байкарим Вильямович
Байкарим Вильямович Тутенов (24 августа 1958, Алма-Ата, Казахская ССР, СССР) — министр труда и социальной защиты населения Республики Казахстан.

## Биография
Тутенов Байкарим Вильямович родился 24 августа 1958 года в городе Алма-Ата. По национальности казах.

### Образование
В 1977 году окончил Саратовское летное училище ГВФ СССР.
В 1984 году окончил Алма-Атинский институт народного хозяйства по специальности экономист.
Кандидат экономических наук, тема диссертации — «Функционирование предпринимательства в системе регулирования занятости населения Республики Казахстан» (2001 г.).

### Трудовая деятельность
Трудовую деятельность начал в 1977 году после окончания Саратовского летного училища, работая пилотом в Чимкентском и Бурундайском авиаотрядах Гражданского воздушного флота.
В 1981–1983 годах - инспектор ОБХСС Калининского РОВД г. Алма-Аты.
С 1983 по 1988 годы работал в Алма-Атинском областном финансовом отделе: экономистом, затем старшим экономистом, заместителем начальника, начальником отдела, главным налоговым ревизором-инспектором.
В 1988–1991 годах - главный экономист, заместитель начальника отдела Министерства финансов Казахской ССР.
С 1991 по 1993 годы занимал должности старшего референта, консультанта, заместителя заведующего отделом Аппарата Президента и Кабинета Министров Республики Казахстан.
С мая 1993 года - первый заместитель министра социальной защиты населения Республики Казахстан - председатель Правления Пенсионного фонда Республики Казахстан.
С июня 1994 по октябрь 1995 года - министр социальной защиты населения Республики Казахстан.
В 1995 году - советник Премьер-министра Республики Казахстан.
В 1995–1996 годах - заместитель министра труда Республики Казахстан.
В 1996–1997 годах - заместитель министра труда и социальной защиты населения Республики Казахстан.
В 1997–1999 годах - первый заместитель заведующего отделом финансово-экономической экспертизы Канцелярии Премьер-министра Республики Казахстан.
С 1995 года - президент благотворительной организации «Special Olympics Kazakhstan».
С 1999 года - руководитель общественного движения по социальной адаптации детей с инвалидностью.
В 2001–2002 гг. — председатель совета директоров, затем генеральный директор АО «Казвторчермет».
В 2010 году был председателем родительского комитета студентов Казахского института менеджмента, экономики и прогнозирования (КИМЭП), г. Алматы.
С 2006 года руководитель ТОО «Манас-Центр».

## Общественная деятельность
Кандидат в депутаты Мажилиса Парламента РК II созыва в 1999 году.

## Семья
Женат, имеет дочь и сына.